# Grüne Hausnummer

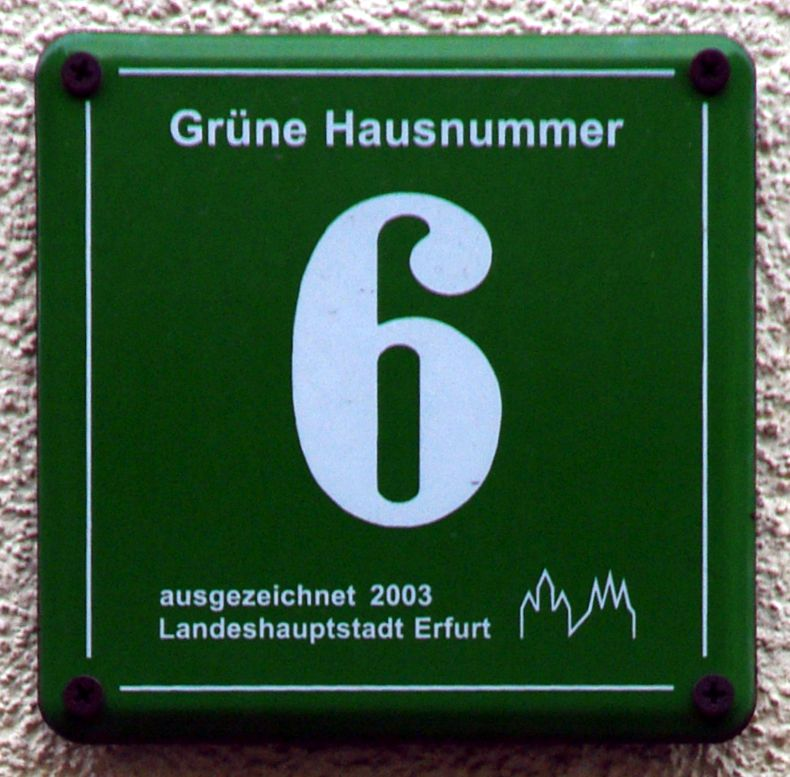
Grüne Hausnummer in Erfurt

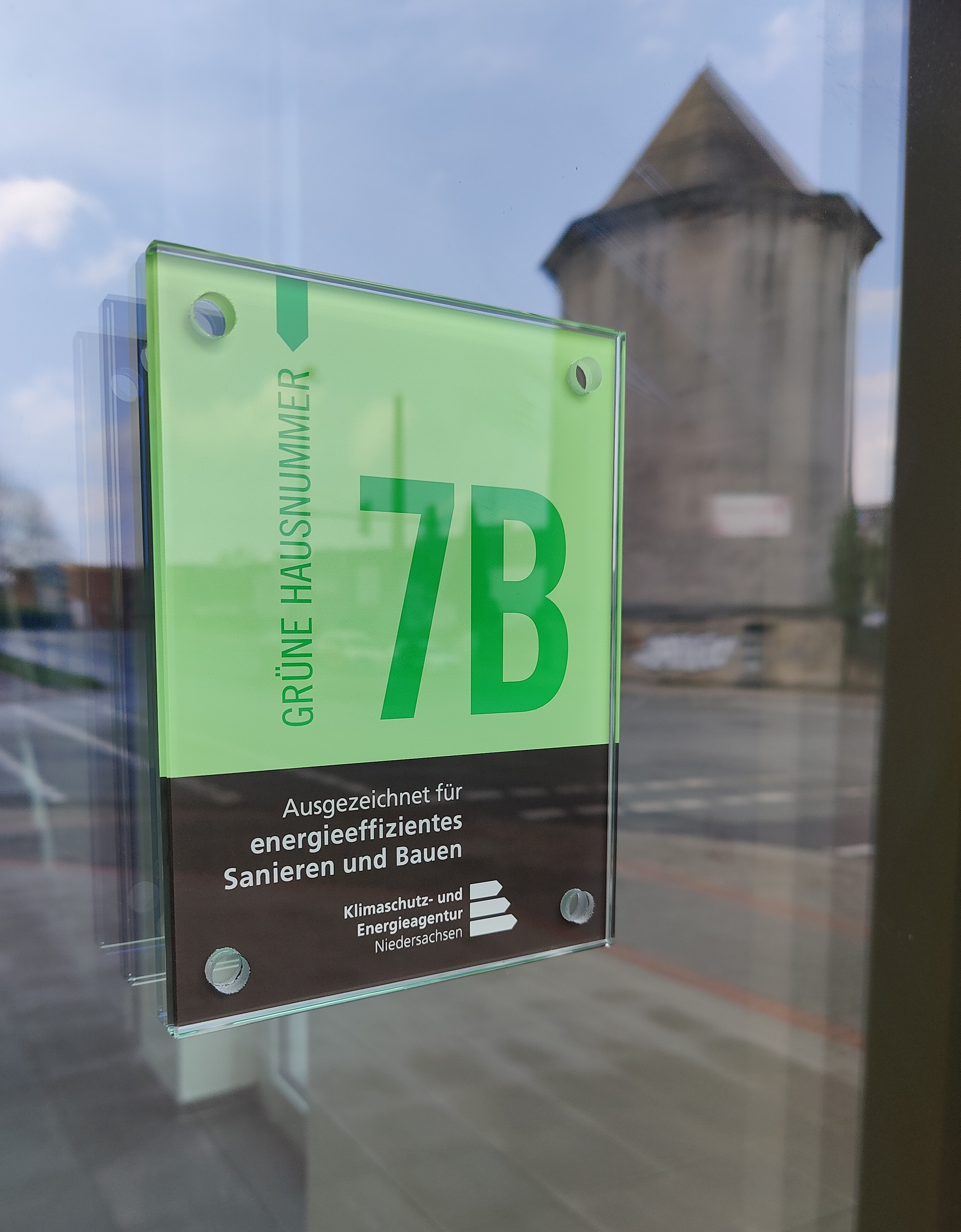
Grüne Hausnummer in Hannover

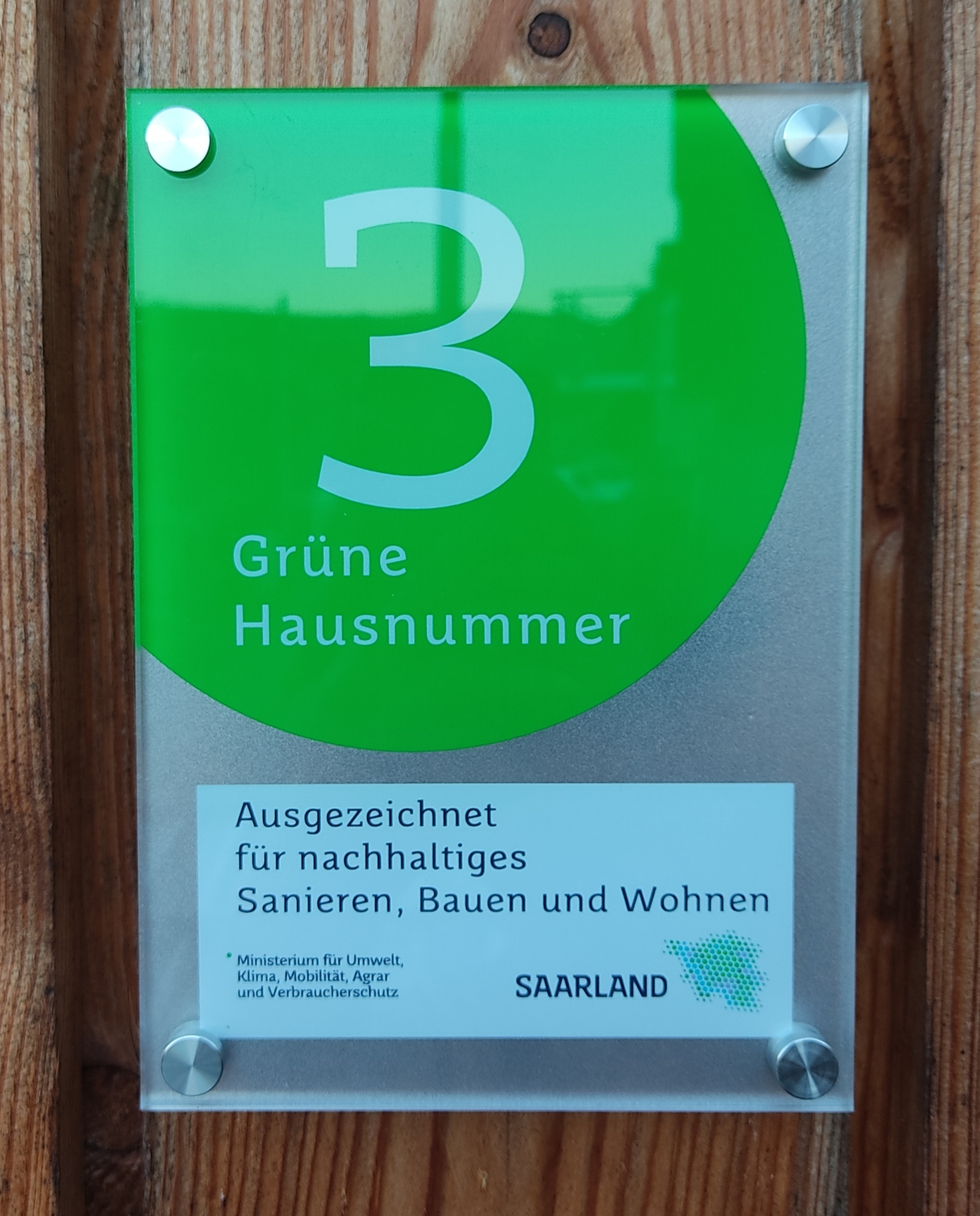
Grüne Hausnummer Saarland ab 2023

Die Grüne Hausnummer ist eine Auszeichnung für umweltgerechtes Bauen. Als nach außen sichtbares Zeichen für das Erreichen der Mindeststandards wird eine Hausnummer in entsprechender Farbe verliehen.

## Geschichte und Verbreitung
Im Saarland wurde die Auszeichnung in Verantwortung des Ministeriums für Umwelt, Energie und Verkehr vergeben. Nach einem Punktesystem mussten mindestens 100 Punkte erreicht werden. Die Verleihung erfolgte in einer Feierstunde mit mehreren erfolgreichen Projektteilnehmern. Ursprüngliches Ziel der Initiative der Saarländischen Landesregierung war umweltfreundliches Bauen oder Renovieren sowohl zur Wertsteigerung des Hauses als auch als Beitrag zur Einsparung von Ressourcen sowie der Förderung des Handwerks. Im Saarland wurden seit 1996 Grüne Hausnummern vergeben. Ende 2008 wurde die 500. Grüne Hausnummer vom Saarland verliehen. 2009 wurde das Programm eingestellt. Seit Oktober 2023 gibt es eine Neuauflage der Auszeichnung im Saarland durch das Ministerium für Umwelt, Klima, Mobilität, Agrar und Verbraucherschutz.
Auch in anderen Regionen gibt es entsprechende Auszeichnungen, seit 2003 beispielsweise in Erfurt, in Mainz sowie in Schweinfurt. Seit 2009 werden Grüne Hausnummern auch in Weimar vergeben.
Das Land Niedersachsen vergibt seit 2015 auch die Grüne Hausnummer über die Klimaschutz- und Energieagentur Niedersachsen an besonders energieeffiziente Wohnhäuser.
Seit 2000 wird im Landkreis Mainz-Bingen die Grüne Hausnummer vergeben. Im Jahr 2015 wurde sie zur Grünen Hausnummer PLUS modifiziert.